# Sean Paul

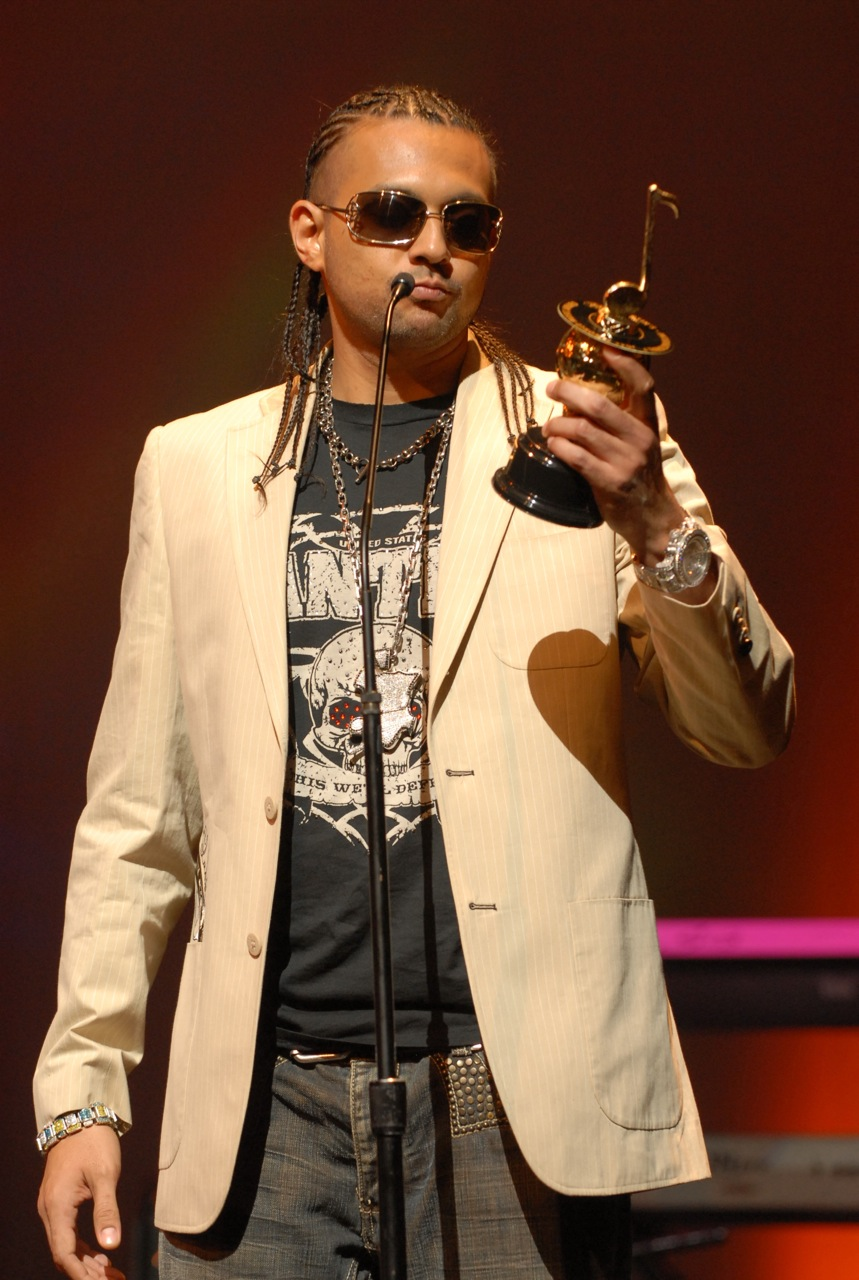
Sean Paul na International Reggae & World Music Awards

Sean Paul (* 9. ledna 1973) je jamajský rapper a zpěvák. Jeho album Dutty Rock se prosadilo na obou stranách Atlantiku a ve své době se stalo nejúspěšnějším „warnerským“ titulem na starém kontinentu. A to vše díky hitu „Get Busy“, který se stal teprve druhou reggae skladbou v historii, která se dostala na vrchol americké singlové hitparády. Později vyšlo album Dutty Rock v nové verzi obohacené o duet „Baby Boy“ se zpěvačkou Beyoncé.
Představitel stylu dancehall reggae představil na podzim 2005 své další album s názvem The Trinity, které navazuje na jeho debut Dutty Rock, kterého se prodalo po celém světě šest miliónů a který získal ocenění Grammy. Příprava tohoto alba trvala téměř tři roky a Sean na něm spolupracoval s producentskými jmény jamajského dancehallu. A přestože byl Sean osloven mnoha velikány hip-hopu, říká, že toto album vzniklo ve Třetím světě.[zdroj?]

## Diskografie
- Stage One (2000)
- Dutty Rock (2002)
- The Trinity (2005)
- Imperial Blaze (2009)
- Tomahawk Technique (2012)
- Full Frequency (2014)
- Live n Livin (2021)
- Scorcha (2022)